# Huobi
Huobi (кит: 火币网, піньїнь: Huǒbìwǎng) — це сервіс обміну криптовалют, розташований на Сейшельських островах. Компанія була заснована в Китаї і зараз має офіси в Гонконзі, Південній Кореї, Японії, Сінгапурі та Сполучених Штатах.
У серпні 2018 року стало публічною компанією Гонконгу.
Після заборони китайського уряду у 2017 році на обмін Біткойнів, Huobi припинила операції з біткойнами. При цьому китайський підрозділ продовжує свою діяльність, але тепер як блокчейн-консалтинг та дослідницька платформа.
Станом на 2018 рік, Huobi обробляє близько 1 мільярда доларів у торгах щодня.

## Історія
Huobi була заснована у 2013 році Леоном Лі (кит: 李林, піньїнь: Lǐ Lín).
15 травня 2013 року група Huobi придбала домен huobi.com. 1 вересня того ж року було запущено платформу торгівлі біткойном.
У листопаді 2013 року бізнес-ангели з Дай Жиканг та Женського фонду інвестували в Huobi. У 2014 році Huobi залучила $10 млн венчурних інвестицій від Sequoia Capital. У серпні 2014 року Huobi придбала постачальника біткойн-гаманців Quick Wallet.
У 2014 році компанія отримала 9 мільйонів доларів інвестицій венчурного капіталу з Sequoia Capital.
У серпні 2014 року Huobi придбала провайдера «гаманця біткойну» Quick Wallet.
22 грудня 2016 року щоденний обсяг транзакцій компанії перевершив 200 мільярдів юанів.
У вересні 2017 року Китай заборонив операції з біткойнами та ICO. Тоді Huobi почала змінювати свою ділову та організаційну структуру для подальшого глобального розширення. У жовтні 2017 року новий штаб відкрився у Сеулі, Південна Корея. Торгівлю було запущено у березні 2018 року.
У серпні 2018 року, Huobi придбала 74 % акцій у Гонконзького виробника електроніки Pantronics Holdings, потрапивши до списку Гонконзької фондової біржі.
У листопаді 2020 року було запущено Huobi Labuan для регулювання обміну криптовалют у Малайзії.
У вересні 2021 року Huobi оголосила про припинення обслуговування клієнтів у материковому Китаї через нові правила.